# Мума-Хрантогол
Мума — упразднённый населённый пункт в Зиминском районе Иркутской области на территории Зулумайского сельского поселения.

## Происхождение названия
Название дано по реке Мума. Название Мума, вероятнее всего, происходит от эвенкийского мома — «лесистое место». Житель Зимы, краевед Владимир Закиров считает, что название Мума — динлинское и переводится с динлинского языка как «белая вода».

## История
Населённый пункт был основан в 1928 году  как участок Мумо-Шильбей. Насчитывалось около 12 домов. В более позднее время упоминался как посёлок Мумский. По данным на 1966 год, этого населённого пункта уже не существовало. На топографической карте Генштаба СССР 1984 года он также не отмечен. На топографической карте Генштаба СССР 1985 года указаны развалины посёлка Мума-Хрантогол.

## Память
12 июля 2016 года в селе Басалаевка был установлен поклонный крест в память об исчезнувших населённых пунктах Голтэй 1-й, Голтэй 2-й, Кувардинск, Ленковский, Междугранки, Тамаринский, Толмачево и их жителях, похороненных на заброшенных кладбищах. Первоначально планировалось увековечить и название посёлка Мума.